# Altdorf (powiat Böblingen)
Altdorf – miejscowość i gmina w Niemczech, w kraju związkowym Badenia-Wirtembergia, w rejencji Stuttgart, w regionie Stuttgart, w powiecie Böblingen, wchodzi w skład związku gmin Holzgerlingen. Leży w Schönbuch, ok. 6 km na południe od Böblingen, przy drodze krajowej B14.